# More & More (singel)
„More & More” – koreański singel południowokoreańskiej grupy Twice, wydany cyfrowo 1 czerwca 2020 roku w Korei Południowej.
Singel promował płytę More & More. 10 czerwca 2020 roku singel zwyciężył po raz pierwszy w programie muzycznym Show Champion.

## Lista utworów
| Utwór | Utwór         | Utwór            | Utwór                                                                | Utwór                         | Utwór   |
| Nr    | Tytuł utworu  | Tekst            | Kompozycja                                                           | Aranżacja                     | Długość |
| ----- | ------------- | ---------------- | -------------------------------------------------------------------- | ----------------------------- | ------- |
| 1.    | „More & More” | J. Y. Park, BIBI | Uzoechi Emenike (MNEK), Justin Tranter, Julia Michaels, Zara Larsson | MNEK, J. Y. Park, Lee Hae-sol | 3:18    |

## Notowania
| Lista                                | Najwyższa pozycja |
| ------------------------------------ | ----------------- |
| Billboard Japan Hot 100              | 3                 |
| Oricon Weekly Singles Chart          | 5                 |
| Malezja (RIM)                        | 2                 |
| Nowa Zelandia (RMNZ)                 | 12                |
| Singapur (RIAS)                      | 1                 |
| Gaon Digital Chart                   | 4                 |
| K-pop Hot 100                        | 2                 |
| World Digital Song Sales (Billboard) | 2                 |

## Nagrody w programach muzycznych
| Program                   | Data            | Źródło |
| ------------------------- | --------------- | ------ |
| Show Champion (MBC Music) | 10 czerwca 2020 | [ 2 ]  |
| Show Champion (MBC Music) | 17 czerwca 2020 | [ 9 ]  |
| M Countdown (Mnet)        | 11 czerwca 2020 | [ 10 ] |
| Music Bank (KBS2)         | 12 czerwca 2020 | [ 11 ] |
| Music Bank (KBS2)         | 19 czerwca 2020 | [ 12 ] |
| Show! Music Core (MBC)    | 13 czerwca 2020 | [ 13 ] |
| Show! Music Core (MBC)    | 20 czerwca 2020 | [ 14 ] |
| Inkigayo (SBS)            | 14 czerwca 2020 | [ 15 ] |
| Inkigayo (SBS)            | 21 czerwca 2020 | [ 16 ] |